# Latania
Latania Comm. ex Juss. è un genere di piante della famiglia delle Arecacee, endemico delle isole Mascarene.

## Tassonomia
Comprende tre sole specie:
- Latania loddigesii Mart. - endemica di Mauritius
- Latania lontaroides (Gaertn.) H.E.Moore - endemica di Réunion
- Latania verschaffeltii Lem. - endemica di Rodrigues